# Turmhügel Indobl
Der Turmhügel Indobl ist eine abgegangene mittelalterliche Turmhügelburg (Motte) in Indobl (Haus 31), einem Ortsteil der Gemeinde Reischach im Landkreis Altötting in Bayern. Die Anlage wird als Bodendenkmal unter der Aktennummer D-1-7742-0043 im Bayernatlas als „Turmhügel des hohen und späten Mittelalters ("Sitz Indobl")“ geführt. 

## Geschichte
Die Burg wurde 1568 erwähnt. In der 2. Hälfte des 18. Jahrhunderts wurde auf dem Turmhügel ein zweigeschossiger Blockbau mit Flachsatteldach, zum Teil abgemauert, errichtet.